# Ephippiger perforatus
Ephippiger perforatus is een rechtvleugelig insect uit de familie van de sabelsprinkhanen (Tettigoniidae). De wetenschappelijke naam van deze soort is voor het eerst voorgesteld als Locusta perforata door Petrus Rossius in een publicatie uit 1790.
Deze soort komt voor in Italië.